# Friedrich (Böhmen)
Friedrich (Bedřich) (* um 1142; † 25. März 1189) war Herzog von Böhmen aus dem Geschlecht der Přemysliden. 
Die Regierungszeit Bedřichs war gekennzeichnet durch die innenpolitische Schwäche des Herrschers, der sich jedoch in Kämpfen gegenüber dem mährischen Zweig der Přemysliden durchsetzen konnte. 

## Leben
Bedřich war der älteste Sohn des Königs Vladislav II. von Böhmen aus seiner ersten Ehe mit Gertrud von Österreich, Tochter des Markgrafen Leopold III. Er wurde von seinem Vater Vladislav II. 1173 als Herzog eingesetzt. Der König hatte jedoch weder die Zustimmung des böhmischen Adels noch die des Kaisers Friedrich I. eingeholt. Gerade der Kaiser war der Ansicht, dass es ihm obliege, über die Nachfolge der böhmischen Krone zu bestimmen. Beide Seiten setzten daraufhin Bedřich in einem Prozess in Nürnberg ab und bestimmten Udalrich (Oldřich), einen Sohn Soběslavs I., zum Herzog. Dieser gab das Amt aber an den bereits früher als Herzog vorgesehenen Soběslav II. ab, der es von 1174 bis 1180 ausübte. 
Bedřich musste am Hof des Kaisers dienen. So oblag es ihm, ein Heer für den Zug nach Italien aufzustellen, das sein Bruder Oldřich führte. Das Heer mit 60.000 Mann überfiel zweimal Österreich und war durch seine Plünderungen auch von Klöstern und Kirchen berüchtigt. Der Kaiser wurde vom Papst bei Verhandlungen in Venedig 1177 angewiesen, den als Herrscher für die Plünderungen verantwortlichen Soběslav II. abzusetzen und an seiner Stelle Bedřich einzusetzen. Darüber hinaus wird angenommen, dass der Kaiser durch diesen Schritt die weitere Festigung der böhmischen Herrschaft in Mähren zu verhindern versuchte, die von Soběslav vorangetrieben worden war.
Mit Hilfe von Markgraf Konrad III. Otto von Znaim (Konrád Znojemský) und Herzog Leopold V. und deren deutsche Söldner marschierte Bedřich in Mähren und in Böhmen ein und eroberte 1178 Prag. Mit Unterstützung des Kaisers wählte der böhmische Adel 1178 wieder Bedřich zum Herzog. Soběslav versuchte, erneut die Macht zu erlangen. Als Bedřich vom Kaiser zum Reichstag nach Worms berufen wurde, rief Soběslav seine Getreuen und versuchte, die Prager Burg zu erobern. Zunächst siegte er in der Schlacht von Loděnice, wurde dann aber vom zurückgekehrten Bedřich mit Hilfe von Konrads Kavallerie am 27. Januar 1179 bei Nové Město (heute Stadtteil von Prag) vernichtend geschlagen.
Diese zweite Amtszeit war geprägt von Machtkämpfen mit dem mährischen Familienmitglied Konrad III. Otto von Mähren, die sich insbesondere in 1182 zuspitzten: Mit der Unterstützung der böhmischen Großen wurde Friedrich abgesetzt und war dazu gezwungen, das Land zu verlassen. Friedrich floh infolgedessen an den Hof von Kaiser Friedrich Barbarossa, welcher seine Herrschaft und den Anspruch auf den böhmischen Thron unterstützte. Bei einem anschließenden Verfahren in Regensburg, bei dem sowohl Friedrich als auch Konrad Otto anwesend waren, entschied der Kaiser, dass Friedrich wieder als Herzog einzusetzen sei und Konrad Otto sich ihm zu unterwerfen habe. Barbarossa nutzte diese Gelegenheit, um das böhmische Fürstentum zu schwächen, indem er Mähren zur Markgrafschaft erhob und damit direkt dem Reich unterstellte. Die innerfamiliären Konflikte wurden allerdings nicht durch die Intervention des Kaisers beendet. Bereits 1184 versuchte Wenzel, ein Sohn Soběslavs I., die Stadt Prag zu erobern. Nach dem Einmarsch des Friedrich zur Hilfe kommenden Erzbischofs von Salzburg, Adalbert III., soll das Heer Wenzels auf die Seite Herzog Friedrichs übergetreten sein, wodurch der Konflikt beendet wurde. Im darauffolgenden Jahr ließ Friedrich unter seinem Bruder Ottokar ein Heer aufstellen, um Konrad Otto und die Markgrafschaft Mähren wieder der Oberherrschaft des böhmischen Herzogs zu unterstellen. Tatsächlich gelang dem böhmischen Heer ein Sieg über die mährischen Truppen, wodurch Konrad 1186 dazu gezwungen war, sich Friedrich erneut zu unterwerfen und seine Oberherrschaft anzuerkennen. Noch im selben Jahr reichte der Prager Bischof, Heinrich-Břetislav, Beschwerde am kaiserlichen Hof ein, da er die Rechte der Prager Kirche durch die Amtsmänner Friedrichs bedroht sah. Auf einer nachfolgenden Gerichtsverhandlung argumentierten die Vertreter des böhmischen Herzogs, dass es dem Prager Bischof nicht zustehe, sich gegen Friedrich aufzulehnen, da dieser lediglich ein Kaplan der böhmischen Herrscher sei. Diese Rechtsauffassung kollidierte mit den Rechtsansprüchen der römisch-deutschen Herrscher, nach der sämtliche geistlichen Herrscher des Reiches direkt dem Kaiser unterstellt waren und auch nur von diesem investiert werden konnten. Mit dem Ende des Verfahrens bestätigte Barbarossa dem Prager Bischof seine Stellung als Reichsfürst. Diese Intervention konnte in der damaligen Zeit durchaus als Demütigung des böhmischen Herrschers betrachtet werden. Mit dem Tode Herzog Friedrichs 1189 wurde der böhmische Thron vakant und Konrad III. Otto vom böhmischen Adel zum nachfolgenden Herrscher gewählt.

## Familie
Bedřich heiratete nach 1157 Elisabeth von Ungarn, Tochter Gézas II. von Ungarn aus dem Geschlecht der Árpáden, und der Euphrosina von Kiew, der Tochter von Großfürst Mstislaw I. Wladimirowitsch von Kiew
- Vratislav († vor 1180)
- Sophie († 1195), heiratete 1186 Markgraf Albrecht I. von Meissen
- Ludmilla (1170–1240), heiratete 1184 Graf Adalbert (Albert) III. von Bogen, und 1204 Herzog Ludwig I. den Kelheimer von Bayern
- Olga († ca. 1163)
- Margareta († 1183?)
- Helena, heiratete 1164 einen Schwiegersohn des byzantinischen Kaisers Manuel I.